# Säkularinstitut Servitium Christi
Das Säkularinstitut Servitium Christi (en.: Secular Institute Servitium Christi, de.: Säkularinstitut Diener Jesu Christi, pt.: Instituto Secular Servitium Christi, Abkürzung: ISSC) bildet, als ein internationales  Institut des geweihten Lebens innerhalb der katholischen Ordensfamilie der Kongregation vom Allerheiligsten Sakrament (SSS), den dritten Orden. Die Spiritualität richtet sich auf das Allerheiligste Sakrament aus und fühlt sich dem Ordensgründer, dem Heiligen Pierre Julien Eymard (1811–1868) verpflichtet. Das Säkularinstitut wurde 1952 vom Ordenspriester  Bodfrey Spiekmann SSS gegründet.

## Geschichte
Der ehemalige Generalsuperior  (1949–1961) der Eucharistiner Pater Godfrey Spiekman SSS gründete am 6. Januar 1952 in Den Haag  die erste Gruppe. Die Niederländerin Antoinette Golsteijn wurde zur ersten Oberin gewählt, ihr folgte später Schwester Han Bollen in dieses Amt. Damit wurde ein Wunsch des Ordensgründers wahr, der sich Mitglieder wünschte, die mitten in ihrem Leben die Aufgaben des Ordens verbreiten konnten. Am 29. März 1963 erhielt das Säkularinstitut die bischöfliche Anerkennung, bereits am 8. Mai 1963 folgte die Anerkennung zum Säkularinstitut päpstlichen Rechts.

## Lebensform
Für alle Mitglieder steht Jesus Christus im Mittelpunkt, daher feiern diese täglich die Heilige Messe, beten das Allerheiligste an, versehen das Stundengebet und widmen ihre Zeit dem geistlichen Lesen. In die Gemeinschaft können ledige und verwitwete Frauen eintreten. Sie leben in Einzelhaushalten oder in kleinen Wohngemeinschaften und treffen sich fünf bis sechs Mal im Jahr zur Pflege der Gemeinschaft. Jährlich wird ein mehrtägiges Treffen abgehalten.
Jede Kandidatin  leistet zu Beginn einen freiwilligen Dienst ab und wird in das Regelwerk eingewiesen. Nach einem Ablauf von drei Jahren können sie das erste zeitliche Gelübde nach den Evangelischen Räten ablegen. Armut, Ehelosigkeit und Gehorsam begleitet sie nun durch das ganze Leben. Dieses Gelübde wird jährlich wiederholt und schließt nach sechs Jahren mit dem ewigen Gelübde ab.

## Organisation
Das Institut ist organisatorisch in Regionen aufgeteilt, jede Region wird von einer Regionsleiterin  und einem Regionsrat geleitet. Die Gesamtheit der Gemeinschaft wird von einer gewählten Generaloberin und einem Generalrat repräsentiert. Es gibt Niederlassungen in Holland, Deutschland, Brasilien, Chile, Vietnam, auf den Philippinen, den USA, Australien, Großbritannien und Irland.